# Януш Вітвіцький

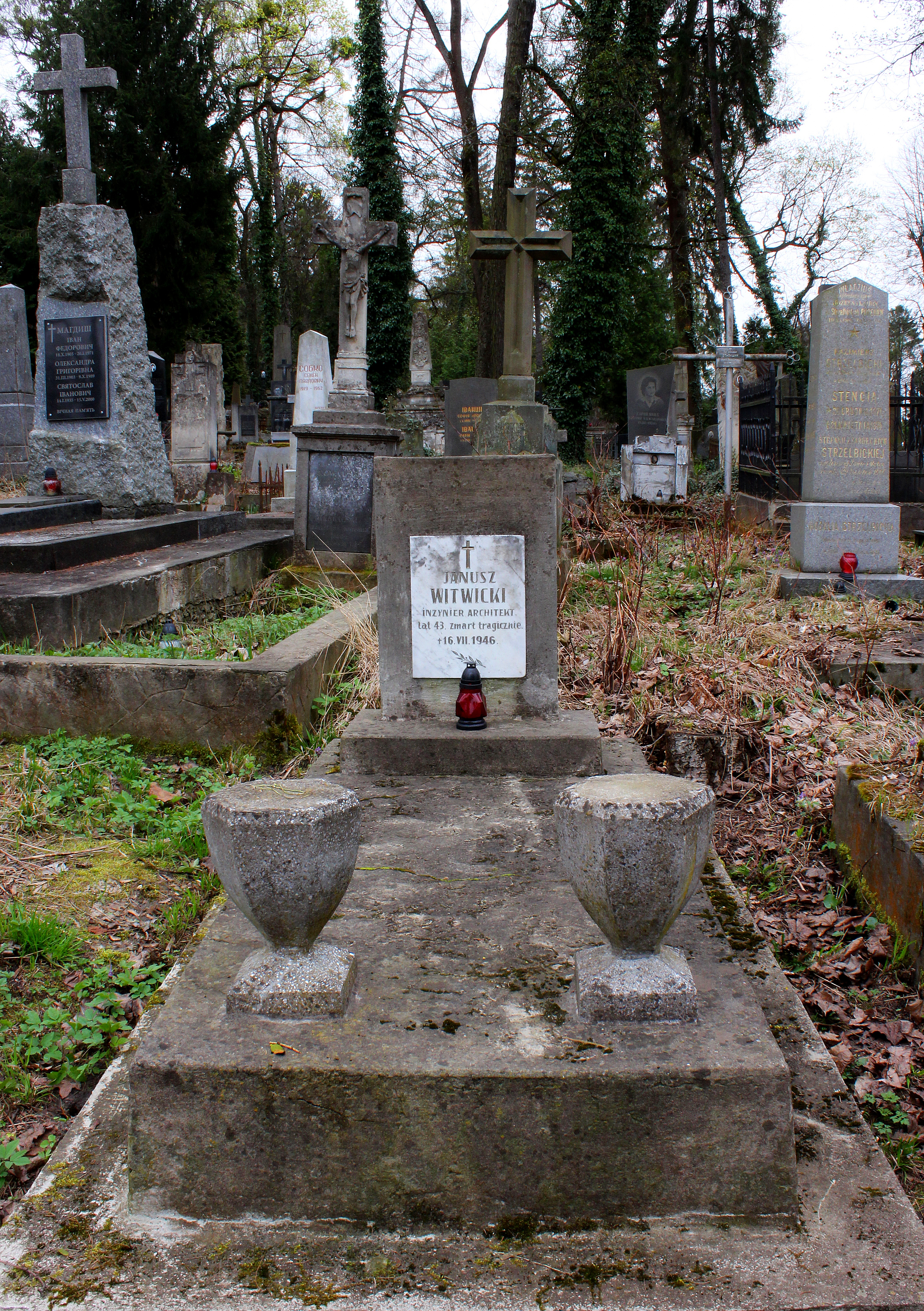

Я́нуш Вітві́цький (пол. Janusz Witwicki, 10 вересня 1903, Львів — 16 липня 1946, там само) — польський інженер, архітектор та історик. Автор відомої «Пластичної панорами давнього Львова».

## Життєпис
Януш Вітвіцький народився у Львові в сім'ї відомого психолога Владислава Вітвіцького і Евзебії з Поплавських. Навчався у євангельській загальній школі (1909 — 1913), VII гімназії ім. Т. Костюшка (1913 — 1921). Брав участь 1920 у війні з більшовиками, де отримав поранення в ногу. Продовжив навчання у Львівській політехніці (1921 — 1926) на факультеті архітектури, яке поєднував з працею в управлінні реставрації міста, самостійною розробкою проєктів будівель. З 1927 розпочав вивчення історії мистецтва у львівському університеті, поглиблював здобуті знання навчанням у Парижі, Римі (1931). 1928 року здобув одну з трьох третіх нагород конкурсу на найкращий проєкт павільйону Львова для Загальної крайової виставки 1929 року в Познані. Тоді ж він розпочав збирати матеріали для реалізації проекту пластичної панорами Львова попри те, що у 1932—1934 роках працював у будівельному управлінні Торуня. Януш Вітвіцький на стало вернувся до рідного міста 1934, працюючи асистентом, ад'юнктом кафедри історії архітектури Львівської політехніки.

## Панорама

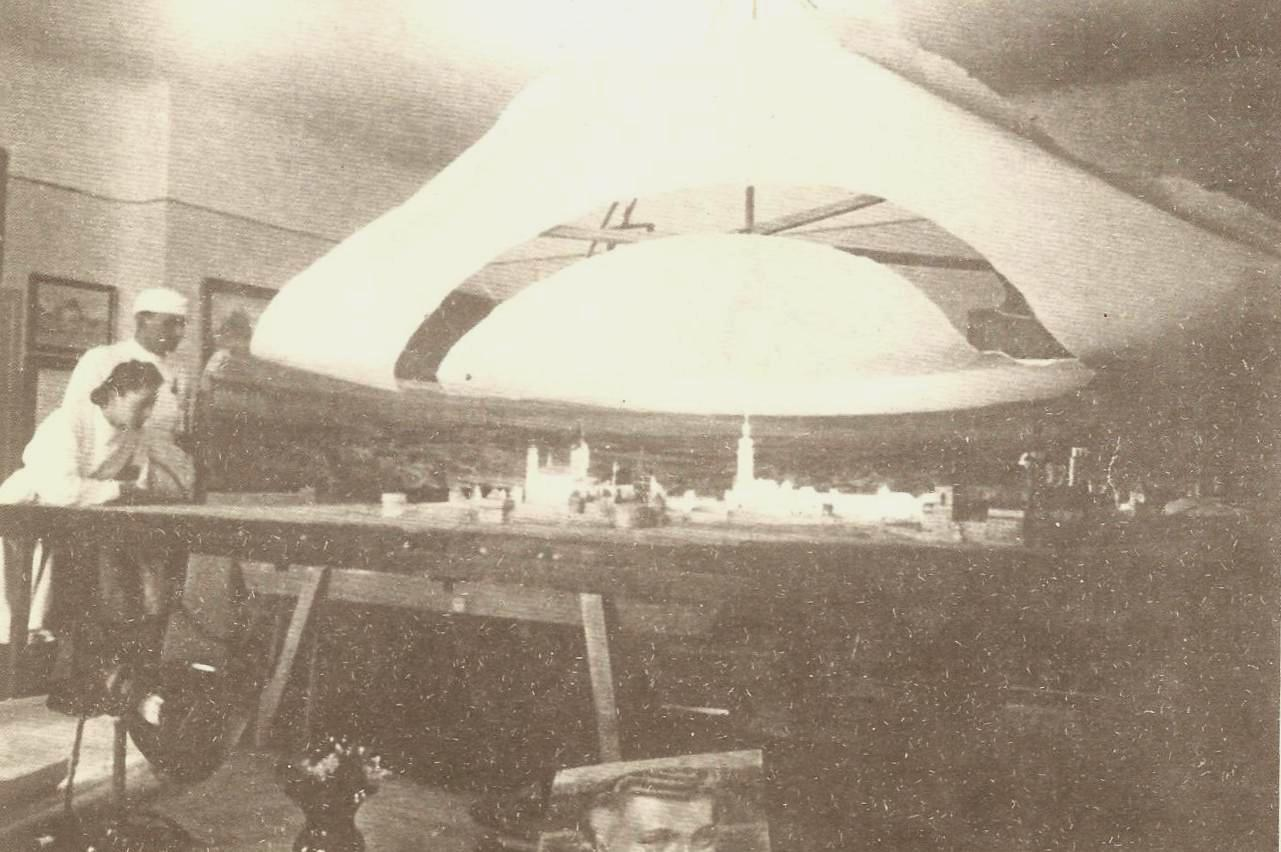
Януш Вітвіцький біля панорами Львова

Для виготовлення макету Львова він заклав 1932 майстерню у приміщенні політехніки, згодом у належному місту будинку «пір року» на вулиці Вірменській 23, де розпочав роботи над виготовленням пластичної панорами Львова, поєднуючи роботу з приватною архітектурною практикою. Поштовхом для створення панорами стала побачена ним у Парижі колекція макетів укріплень міст XVII—XVIII ст., створена фортифікатором Вобаном. Макет Львова на 1775 рік у масштабі 1:200 мав мати діаметр 15 м. Для роботи над ним був виготовлений менший макет у масштабі 1:500 з фортифікаціями, храмами, без житлової забудови. Для допомоги у виготовленні пластичної панорами у грудні 1935 було створене «Товариство створення макету давнього Львова», яке видало спеціальний буклет. На 1939 міська рада Львова згодилася профінансувати третину вартості макету середмістя. На початок 2-ї світової війни у вересні 1939 було виготовлено лише рельєф середмістя, до якого Вітвіцький з помічниками встиг виготовити макети 52 громадських і культових будівель, 271 будинків до 1946 року, попри те, що 6 працівників і матір автора було заарештовано 1943, він сам три рази був затриманий гестапо і НКВД. Після завершення війни Януш Вітвіцький мав намір виїхати до Польщі, забравши з собою макет. За дозволами він звертався до інстанцій усіх рівнів, дійшовши до першого секретаря ЦК КПбУ М. Хрущова. Зрештою влітку 1946 він отримав дозвіл на виїзд, за декілька днів до якого представники АН УРСР конфіскували його найбільшу на сьогодні збірку матеріалів з історії давнього Львова з книг, креслень, карт, планів і вивезли її до Києва до НДІТІАМ, де вона перебуває донині. За три дні до від'їзду Януша Вітвіцького відвідало декілька «мистецтвознавців», з якими він покинув квартиру. Наступного дня його тіло найшли на вулиці. Дружина покійного засвідчувала, що бачила одного з «мистецтвознавців» у формі НКВД. Януш Вітвіцький був похоронений на 12 полі Личаківського кладовища у Львові.
Вдова Ірена Вітвіцька вивезла упаковану панораму до Польщі, де через побоювання вимоги повернення макету його переховували до 1988 у Варшаві, згодом Вроцлаві. За цей час пропало 5 моделей найбільших споруд. Експонування макету розпочали в арсеналі Вроцлава з 1996 року. На літо 2015 панорама була відновлена колективом реставраторів з відтворенням втрачених раніше макетів будівель і виставлена з 25 вересня для експозиції у Вроцлаві.

## Родина
У вересні 1938 Януш Вітвіцький одружився з Іреною Хріст. У подружжя народились доньки Софія (1940), Анна (1941).

## Публікації
- Witwicki J., Zamek w Krasiczynie w 1. poł. XVII w. Rekonstrukcja 1939, rys. w: Guerquin B. Zamki w Polsce, Warszawa 1984, ryc. 192, s 183.
- Witwicki J., Schemat Lwowa z poł. XVIII w. w art.Marii Jarosiewicz, Lwów — Gród i miasto w: Przegląd Krajoznawczy, 1937 nr. 1
- Witwicki J., Panorama Plastyczna Dawnego Lwowa, art. w: Przegląd Krajoznawczy, 1938 nr. 6-7.
- Witwicki J., Lwów odsłania swe mury obronne, art. w Przegląd Krajoznawczy, 1938, nr. 8-9.
- Witwicki J., Inwentaryzacja zabytków pow. zaleszczyckiego, 1935.
- Obwarowania śródmieścia miasta Lwowa i ich przemiany do XVIII w., Część I. Władysław Tomkiewicz, Dzieje obwarowali miejskich Lwowa. Część II. Janusz Witwicki, Obwarowania śródmieścia Lwowa, art. w: Kwartalnik Architektury i Urbanistyki, 1971, zesz. 2-3.